# Coquillettidia fuscopteron
Coquillettidia fuscopteron är en tvåvingeart som först beskrevs av Theobald 1911.  Coquillettidia fuscopteron ingår i släktet Coquillettidia och familjen stickmyggor. Inga underarter finns listade i Catalogue of Life.